# Patrick Hamilton (Theologe)

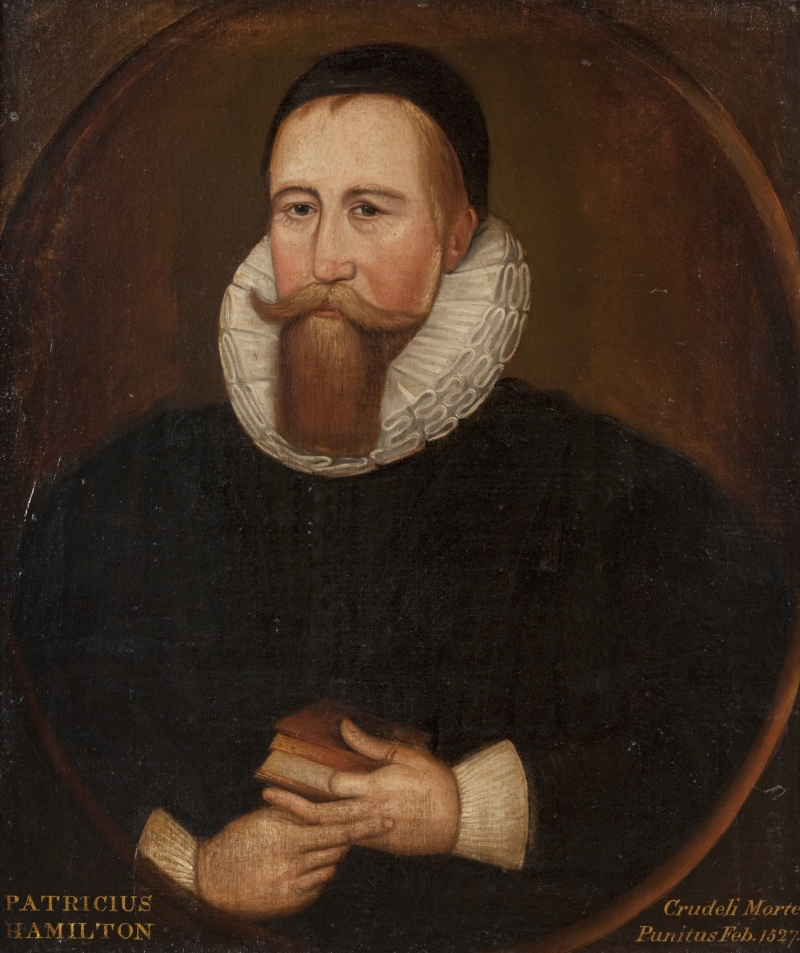
Ölgemälde zeigt Theologe Patrick Hamilton.

Patrick Hamilton (* um 1504 nahe Linlithgow, Schottland; † 29. Februar 1528 in St Andrews) war ein schottischer evangelischer Theologe und Märtyrer.

## Leben
Er war der jüngere Sohn des Sir Patrick Hamilton (vor 1473–1520), Laird of Kincavil, aus der dem schottischen Königshaus nahestehenden Familie Hamilton. Während sein älterer Bruder James die väterlichen Ländereien erben sollte, wurde er mit 13 Jahren mit einer kirchlichen Pfründe ausgestattet (Abtei Fearne) und zum Studium nach Paris gesandt. Dort wurde er Schüler von William Manderston:9 und lernte ab 1517 humanistisches und frühes reformatorisches Gedankengut kennen. Seine Positionen waren in Paris sehr kontrovers,:9 so dass er nach Schottland heimkehrte. 1523 ließ er sich an der Universität St Andrews als Mag. Parisiensis einschreiben. Er kam mit seinen Ansichten in Konflikt zu den Autoritäten und entzog sich weiteren Prüfungen mit zwei Begleitern durch eine Reise nach Deutschland. Sein Ziel war Wittenberg, doch brach er 1527 die Reise in Marburg/Lahn ab, weil er gehört hatte, Martin Luther sei nach dort berufen worden.
Sein Lehrer wurde der ehemalige Franziskaner-Observant Franz Lambert von Avignon, der 1526 mit der Homberger Kirchenordnung die Weichen für die Reformation in Hessen gestellt hatte. Dieser bewog ihn dazu, akademische Thesen aufzustellen und zu verteidigen über das Verhältnis von Glaube und guten Werken.
Bereits Ende des Jahres kehrte Patrick allein nach Schottland zurück, der Weg seines Vetters John verliert sich im Dunkeln, Gilbert Winram blieb in Marburg. John Frith, mit William Tyndale unermüdlicher Förderer evangelischer Lehre, bekam die Thesen, die bereits in die englische und die niederländische Sprache übersetzt waren, in die Hände, ließ sie als Anhang zu seiner Schrift A disputation of Purgatory drucken und nannte sie Patrick’s Places. Dieses einzige literarische Zeugnis Patrick Hamiltons ist oft nachgedruckt worden und nahm in der englischen und schottischen Kirche eine ähnliche Stellung ein wie in Deutschland Luthers Kleiner Katechismus.
Patrick Hamilton kam nach St Andrews zurück, wurde der Ketzerei angeklagt und zum Verhör vorgeladen. In einem kurzen Prozess wurde er am 29. Februar 1528 zum Tode verurteilt und sofort öffentlich verbrannt, ehe noch an den königlichen Vetter hätte appelliert oder sein Bruder um ein Eingreifen hätte gebeten werden können. Einer derer, die ihn auf den „rechten Weg“ hatten zurückbringen sollen, floh kurz danach selbst auf den Kontinent und wurde später Professor in Frankfurt (Oder) und Leipzig: Alexander Alane (genannt Alesius).

## Gedenktag
27. Februar im Evangelischen Namenkalender.